# 伊什瓦爾迪烏帕齊拉
伊什瓦尔迪乌帕齐拉是孟加拉国巴布納縣的一个乌帕齐拉，位於拉傑沙希专区的巴布納縣。。

## 人口
據1991年孟加拉國人口普查，伊什瓦尔迪共有戶數39,112戶，人口236825人。其中男性佔比51.88%，女性佔比48.12%；成年人口111,338人。該地7歲以上人口之平均識字率為35.5%。